# コドリントン (駆逐艦)
コドリントン (HMS Codrington, D65) はイギリス海軍の嚮導駆逐艦。艦名はエドワード・コドリントン海軍大将にちなむ。

## 設計
「コドリントン」は、A級駆逐艦の嚮導艦として、同じ1927-8年度計画で建造された。A級の他の艦よりも大きく、艦砲を1門多く搭載している。しかしこのために、最大戦速での旋回半径は、他の艦が平均380ヤード (350 m)なのに対し、本艦では980ヤード (900 m)と大きく、艦隊行動の制約となった。
機関構成は、ボイラーは海軍本部の設計によるアドミラルティ式3胴型水管ボイラー、主機はパーソンズ式オール・ギヤード・タービンと、いずれもA級と同様とされた。艦型の大型化に対応して、出力は34,000馬力から39,000馬力に増強されたが、歯車減速機の騒音が大きく、不評であった。

## 装備
A級では12cm砲4門を搭載していたが、上記の通り、「コドリントン」では5門に増備している。当初は、仰角を40度に増した新型の43口径12cm砲（QF 4.7インチ砲Mk.VII）を搭載し、特に2番砲は「ブルドッグ」と同様に最大仰角60度として高角砲を兼用する予定であったが、試験結果が不良だったため実現せず、結局、A級と同じ平射砲である45口径12cm砲（QF 4.7インチ砲Mk.IX）を搭載して就役した。
水雷兵器としては、A級と同じく21インチ魚雷発射管を4連装2基搭載した。魚雷としては、当初はMk.Vを搭載しており、後にMk.IXに更新した。
第二次世界大戦が勃発すると、後部魚雷発射管を撤去して45口径7.6cm高角砲（QF 3インチ砲Mk.I）を搭載したが、この改装工事の直後に喪失したため、レーダー搭載などの追加改装は実現しなかった。

## 艦歴
「コドリントン」はウォールズエンドのスワン・ハンター社で起工し、1930年6月4日に就役した。1940年7月27日、ドーバーで被爆・擱座して喪失した。